# Vũ Công Kỷ

Vũ Công Kỷ (1530-1590) là vị chúa Bầu thứ 3, thế lực cát cứ tại Tuyên Quang thời Nam-Bắc triều trong lịch sử Việt Nam.

## Thân thế
Vũ Công Kỷ là con của Vũ Văn Mật, vị chúa Bầu thứ 2 và của cơ nghiệp của họ Vũ ở Tuyên Quang.
Năm 1571, Gia Quốc Công Vũ Văn Mật chết, Vũ Công Kỷ kế vị làm chúa Bầu.

## Thời gian cai trị
Thời Vũ Công Kỷ, nhà họ Vũ ở Tuyên Quang theo Lê chống Mạc, Vũ Công Kỷ được phong làm Thái phó Nhân quốc công.
Năm 1573, Trịnh Tùng cầm quyền ở nhà Hậu Lê lấy Thái phó Vũ công Kỷ làm hữu tướng.
Tháng 10 năm 1573, Trịnh Tùng sai Vũ Công Kỷ đem quân bản bộ về trấn giữ Đại Đồng (trấn lị của trấn Tuyên Quang, nay là khu vực thành phố Tuyên Quang).
Tháng 10 năm 1578, tướng Tây đạo của nhà Mạc là Mạc Ngọc Liễn đem quân xâm lấn các châu huyện ở Tuyên Quang và Hưng Hoá, đến châu Thu và châu Vật (tương đương với huyện Yên Bình, tỉnh Yên Bái ngày nay). Thái phó Nhân quận công Vũ Công Kỷ tung quân đánh lớn, quân Mạc thất bại rút về.